# 630 هـ
630 هـ هي سنة في التقويم الهجري امتدت مقابلةً في التقويم الميلادي بين سنتي 1232 و1233.

## أحداث
- زهري بن جراح يهاجر من وادي رغبه وكان قبلها في الخرمة ليستقر في وادي عنيزة في شمال نجد ليكون أول من يستوطنها هو وذريته .

## مواليد
- ابن القف
- ابن منظور
- ابن القف الكركي

## وفيات
- إدريس المأمون
- ابن الأثير الجزري
- فخار بن معد الموسوي
- ابن عنين